# Ilha Rawaki
A Ilha Rawaki é uma ilha e atol do grupo das ilhas Fénix, na República de Kiribati, antes conhecida como Ilha Fénix.
É um atol pequeno e desabitado, de aproximadamente 1,2 por 0,8 km, com 65 hectares e com uma lagoa central que não se liga ao oceano.
Foi um dos sítios onde esteve instalada uma empresa de extração de guano até ter sido abandonada em agosto de 1871 (SW Boggs, Geographical Review, 1938). Tem fauna endémica, como o carrapato Ixodes amersoni. (GM Kohls, J.Med. Entomol. 1966 Apr; 3(1):38-40).
A ilha é hoje um santuário para a vida selvagem. Kiribati estabeleceu a Área Protegida das Ilhas Fénix em 2006, tendo o parque sido estendido em 2008. Com 425300 km2 de extensão, a enorme reserva contém oito atóis de coral, incluindo Rawaki.